# Distrito de Los Pozos
El distrito de Los Pozos es una de las divisiones que conforma la provincia de Herrera, situado en la República de Panamá.

## Historia
Existen dos versiones acerca del origen del nombre Los Pozos. 
Según una versión, quizás la más generalizada, se debe a la abundancia de pozos de laja o abrevaderos que rodeaban el lugar donde se inició el poblado a finales del siglo XVIII. De acuerdo al historiador Castillero las caravanas de carretas que comerciaban entre los pueblos de Macaracas, Las Minas, Pesé y Monagrillo utilizaban esta ruta y, por la abundancia de agua, era el lugar indicado para que animales y carreteros abrevaran y descansaran. 
Según otra versión, más reciente, se debe a la existencia de pozos de cal, a finales del siglo XVIII y durante todo el siglo XIX. Según el Reverendo Jósé Ramón Rodríguez -Padre Chemita- que en algunos pueblos de la provincia de Los Santos escuchó decir a los más ancianos que el calicanto de Los Pozos era el mejor en tiempos cuando no existía el cemento, por lo cual sus abuelos viajaban hasta ese lugar con la finalidad de comprar el apreciado material de construcción. 
Por su parte, Bernardino Ureña comentó que en los potreros de El Chorro había pozos o huecos de donde sacaban la cal que mezclaban con una especie de cascajo fino para obtener una masa llamada calicanto, muy buena para pegar las piedras y ladrillos. De hecho, las paredes del templo San Pedro de Los Pozos son de calicanto.
Su fiesta patronal es la de San Pedro Apóstol, que se celebra el 29 de junio de cada año, y en cada año se designa una abanderado/a de las fiestas, y en el año 2016 se designó a doña Audina Peralta.
Su fiesta de fundación se celebra el 19 de octubre, ya que el distrito fue fundado en el año 1848. Cada año se celebra para el mes de octubre el Festival Montañero del Tambor y la Carreta.

## Cultura
Fue oriundo de esta tierra el escritor y político Jesús Plinio Cogley Quintero. 
Reside en este distrito el compositor y escritor José de Jesús Crespo. 
Del corregimiento de Los Cerritos es oriundo el compositor y músico Omar Bultrón.  
Otro destacado músico de esta tierra es José Augusto Broce quien ha representado a Panamá en distintos escenarios internacionales.   
Un investigador agrícola azuerense procedente de esta tierra es el Ingeniero Raúl González Peralta.    

## División político-administrativa
Está conformado por nueve corregimientos:
- Los Pozos
- El Capurí
- El Calabacito
- El Cedro
- La Arena
- La Pitaloza
- Los Cerritos
- Los Cerros de Paja
- Las Llanas